# Kolno (województwo warmińsko-mazurskie)

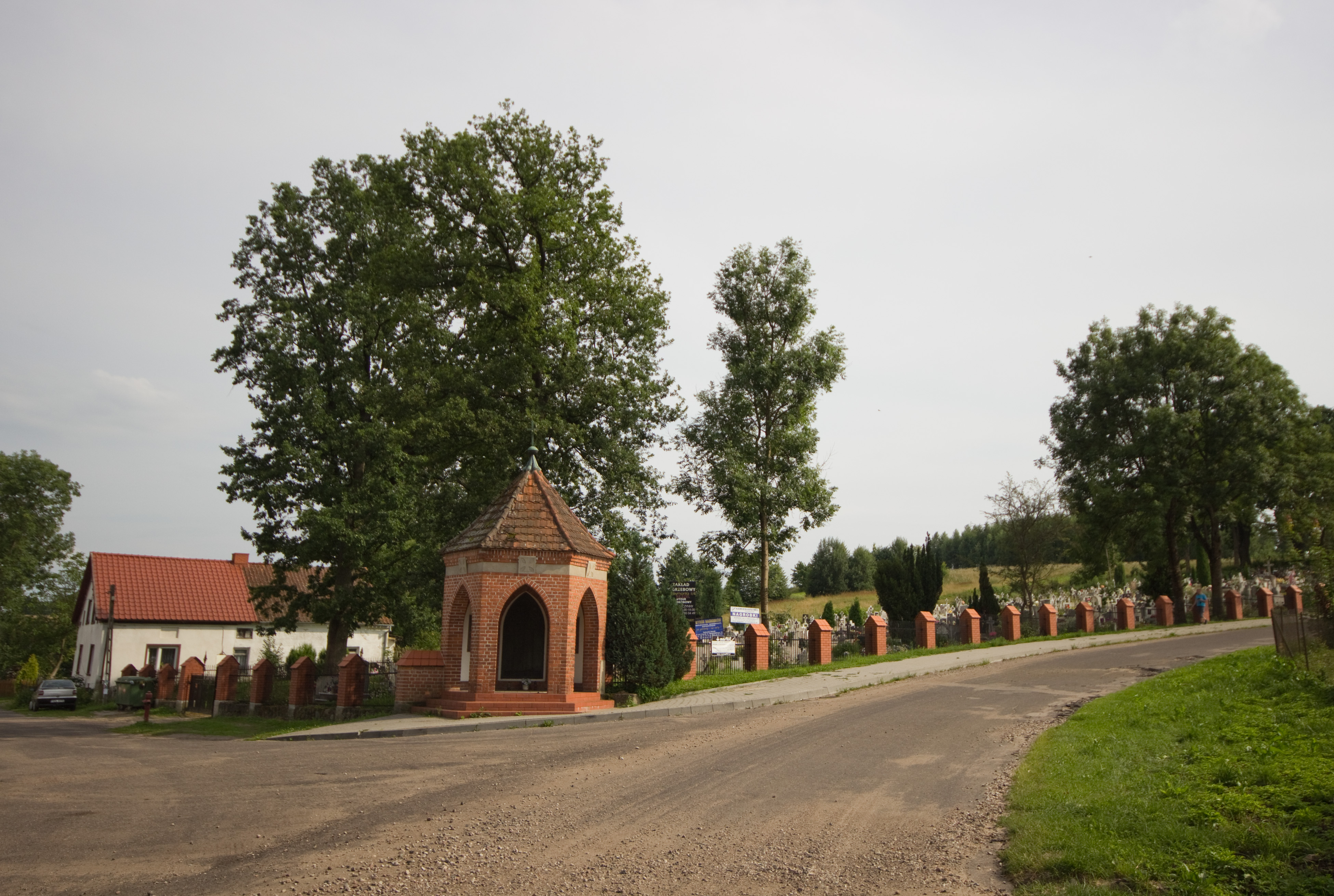
Kolno, cmentarz

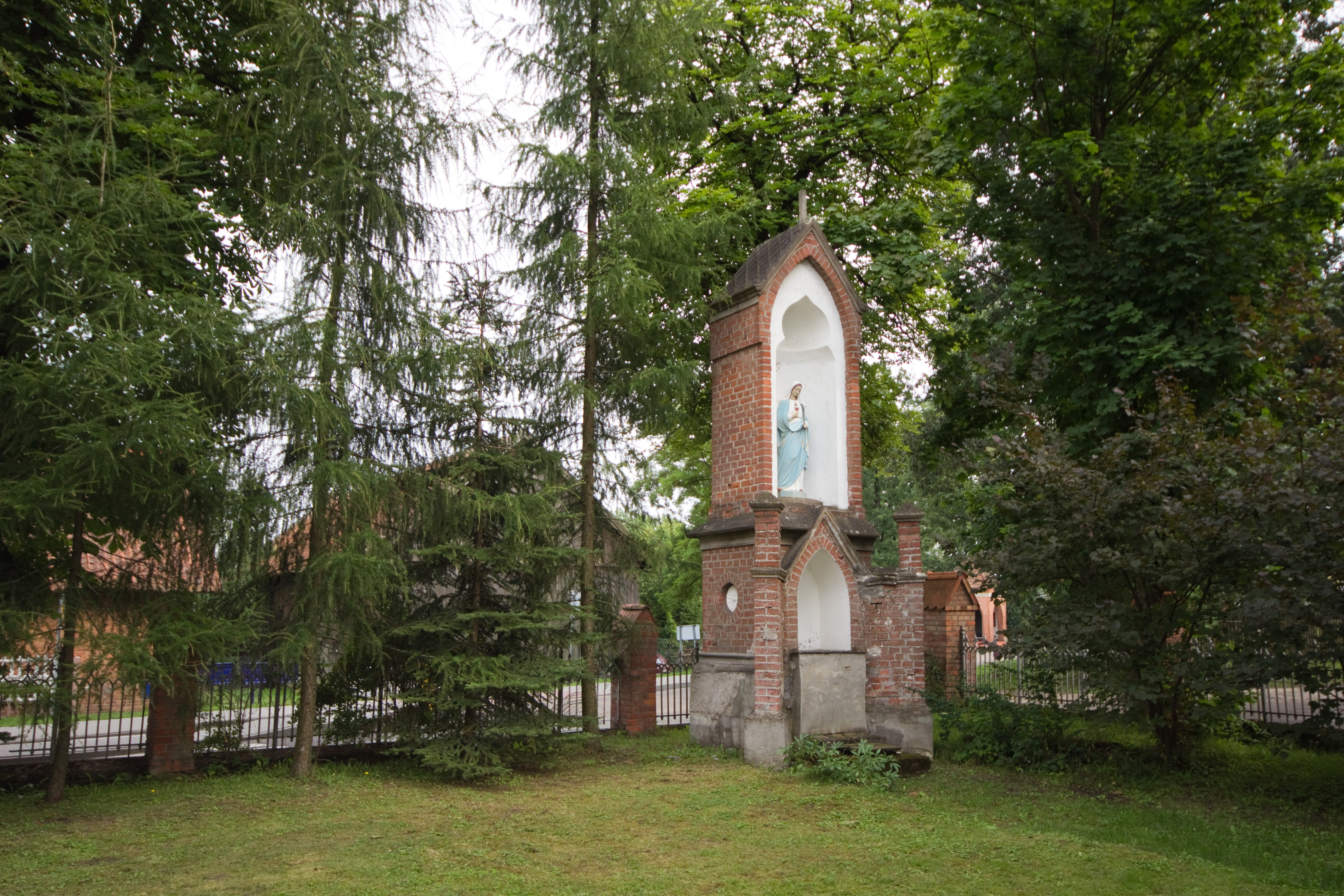
Kolno, kapliczka przykościelna

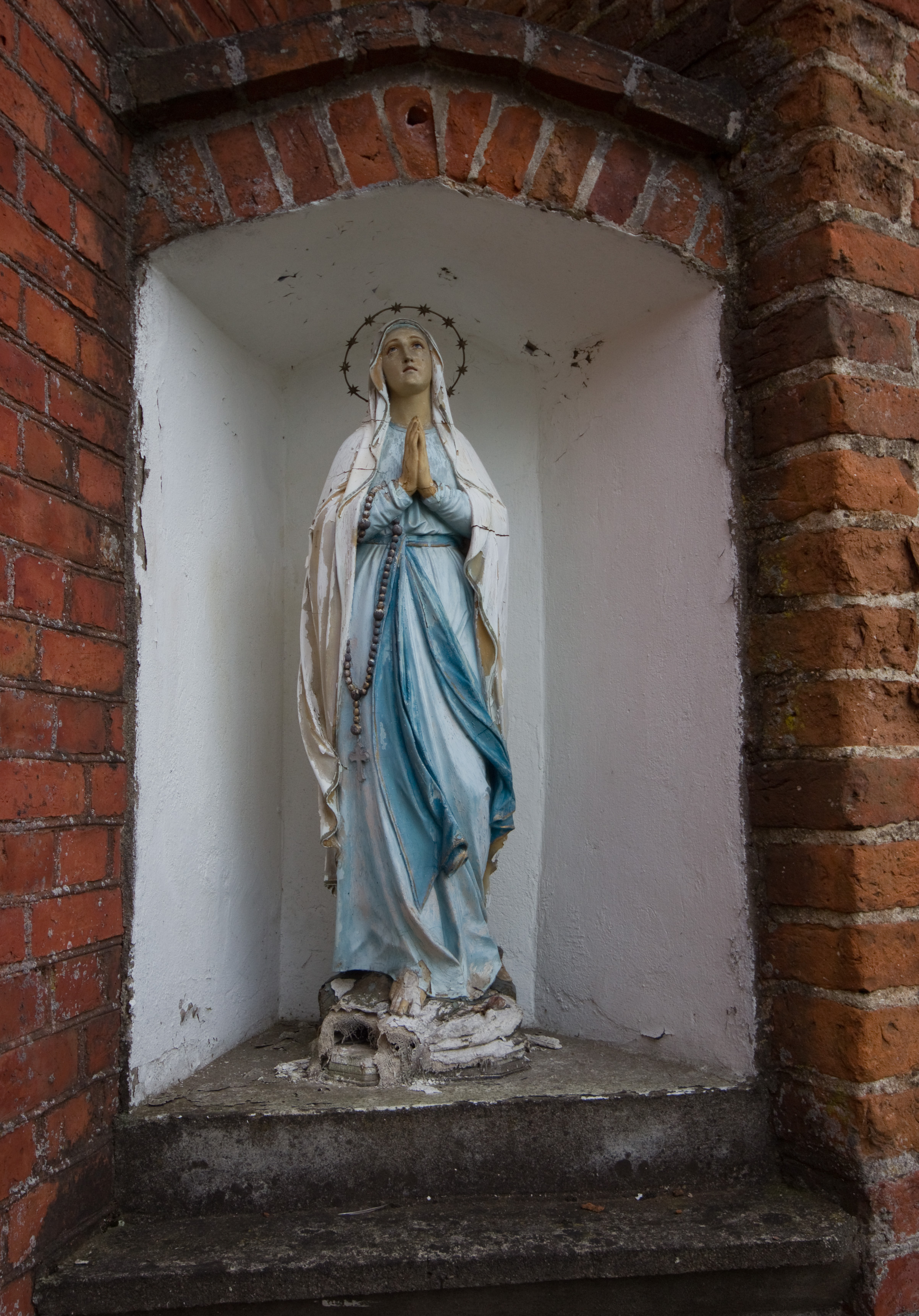
Kolno, figura Matki Boskiej w kapliczce

Kolno (niem. Groß Köllen) – wieś w Polsce położona w województwie warmińsko-mazurskim, w powiecie olsztyńskim, w gminie Kolno. W latach 1975–1998 miejscowość administracyjnie należała do województwa olsztyńskiego.
Wieś jest siedzibą gminy Kolno.

## Historia
Nazwy wsi (Sł. geogr.): pol. Kolno, niem.: Köllen, Cöllen, Cölne.
Wieś na Warmii lokowana 11 czerwca 1359 roku przez biskupa warmińskiego Jana Stryprocka na prawie chełmińskim. Biskup przekazał Prusom Piotrowi Hevemanowi i jego synowi Janowi 100 włók lasu znajdującego się obok wsi Ryn Reszelski do zagospodarowania, ponieważ nie wywiązali się z tego zadania, nadanie to zostało zmienione w 1379 roku. Biskup warmiński Henryk Sorbom odebrał im 30 włók lasu. Nowy przywilej dla wsi 13 grudnia 1403 roku wydał biskup warmiński Henryk Vogelsang wieś lokowana była na 70 włókach, z których siedem przypadało dla sołtysa, a pięć na uposażenie parafii. Osadnicy mieli płacić czynsz w wysokości ½ grzywny od włóki.
Po wojnie polsko-krzyżackiej w latach 1519–1521 leżało odłogiem 18 włók, a do 1533 roku udało się na nowo osadzić kolonistów jedynie na dwóch włókach. Dopiero w latach następnych zdołano zagospodarować pozostałą ziemię. 15 lipca 1580 roku biskup warmiński Marcin Kromer sprzedał Jakubowi z Krokowa parcelę, na której znajdowała się karczma „zniszczona od tak dawna, jak sięga pamięć ludzka”, na prawie chełmińskim za roczny czynsz w wysokości 6 grzywien. Karczmarz otrzymał dwuletni okres wolnizny celem odbudowania karczmy. Była to druga karczma we wsi. 23 lutego 1581 roku biskup Kromer sprzedał Szymonowi Gerke, młynarzowi, dwie włóki ziemi „od dawna zniszczone” za czynsz w wysokości jednej grzywny z każdej. 3 marca 1583 tenże biskup nadał karczmarzowi Mateuszowi Lemke nowy przywilej, na podstawie którego miał on płacić czynsz w wysokości 3 grzywien biskupowi i tyleż sołtysowi. W 1586 roku wieś była w pełni zagospodarowana. W 1599 roku biskup warmiński Stanisław Hozjusz odnowił przywilej nadany swego czasu młynarzowi Szymonowi Gerke. Wprawdzie w dokumencie lokacyjnym z 1359 roku uposażony został w Kolnie kościół, ale przez następne półtora wieku nie ma o nim żadnej wzmianki.
Najprawdopodobniej szkoła parafialna istniała w Kolnie od chwili zbudowania kościoła. W 1622 roku nauczyciel otrzymywał wynagrodzenie w wysokości 33 grzywien. W 1935 roku do szkoły uczęszczało tu 156 dzieci; miała ona trzech nauczycieli.

## Parafia
Parafia w Kolnie pod koniec XV w. należała do archiprezbiteratu reszelskiego. Współcześnie Parafia Trzech Króli należy do dekanatu Biskupiec Reszelski. Przed rokiem 1565 kościół miał wezwanie św. Jakuba. Pierwszym znanym z nazwiska proboszczem kolneńskim był Andrzej Schilder, wymieniony w 1565 roku. Miał on mieć wówczas 113 lat i zarządzał parafią przy pomocy wikarego.
W 1827 roku w kościele kolneńskim wygłaszano kazania polskie na przemian z niemieckimi co dowodzi, że było tu większe skupisko ludności polskiej. W 1839 roku głoszono kazania polskie cztery razy do roku, a w 1845 dwa razy. W 1848 roku do parafii należały wsie: Bęsia, Bocianowo, Edwardowo, Górowo, Kłopotowo, Kolenko, Kruzy, Orłowo, Otry, Oterki, Radochowo i Wólka. Kościół kolneński należy do zabytków architektonicznych III grupy.
We wsi znajduje się kościół Trzech Króli z końca XIV w., gotycka nawa z rozbudowanym wschodnim szczytem, rozbudowany w 1890 roku przez dobudowę transeptu, stylizowanego prezbiterium z zakrystiami oraz wieży z latarenką i kaplicami i kruchtami po bokach. Wystrój wnętrza świątyni jest w stylu barokowym, dwa krucyfiksy z XVII i XVIII w., klasycystyczna ambona z 1830 roku. Płaskorzeźba z tutejszego kościoła – Pokłon Trzech Króli z początków XVI w. obecnie znajduje się w zbiorach kurii biskupiej w Olsztynie.

## Oświata
Informacja o istnieniu szkoły w Kolnie pochodzi z 1597 roku. W 1622 roku miejscowy nauczyciel otrzymywał roczne wynagrodzenie w kwocie 33 grzywien. Po II wojnie światowej szkoła podstawowa w Kolnie uruchomiona została 1 listopada 1945 roku. 11 września 2009 roku zespołowi szkół nadano imię Jana Pawła II oraz otwarto nowe gimnazjum.

## Demografia
W roku 1783 w Kolnie było 79 domów. W roku 1820 we wsi było 539 mieszkańców, w roku 1848 – 707, a w 1939 – 816.